# 玻利維亞中部山脈

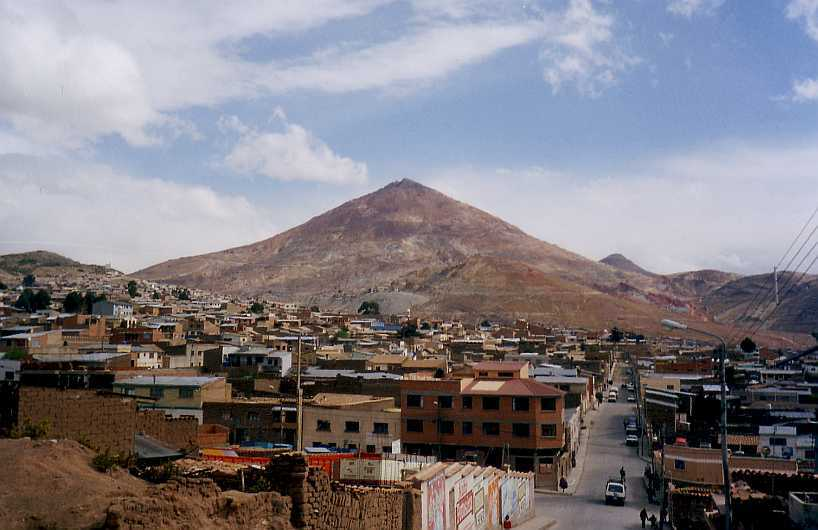

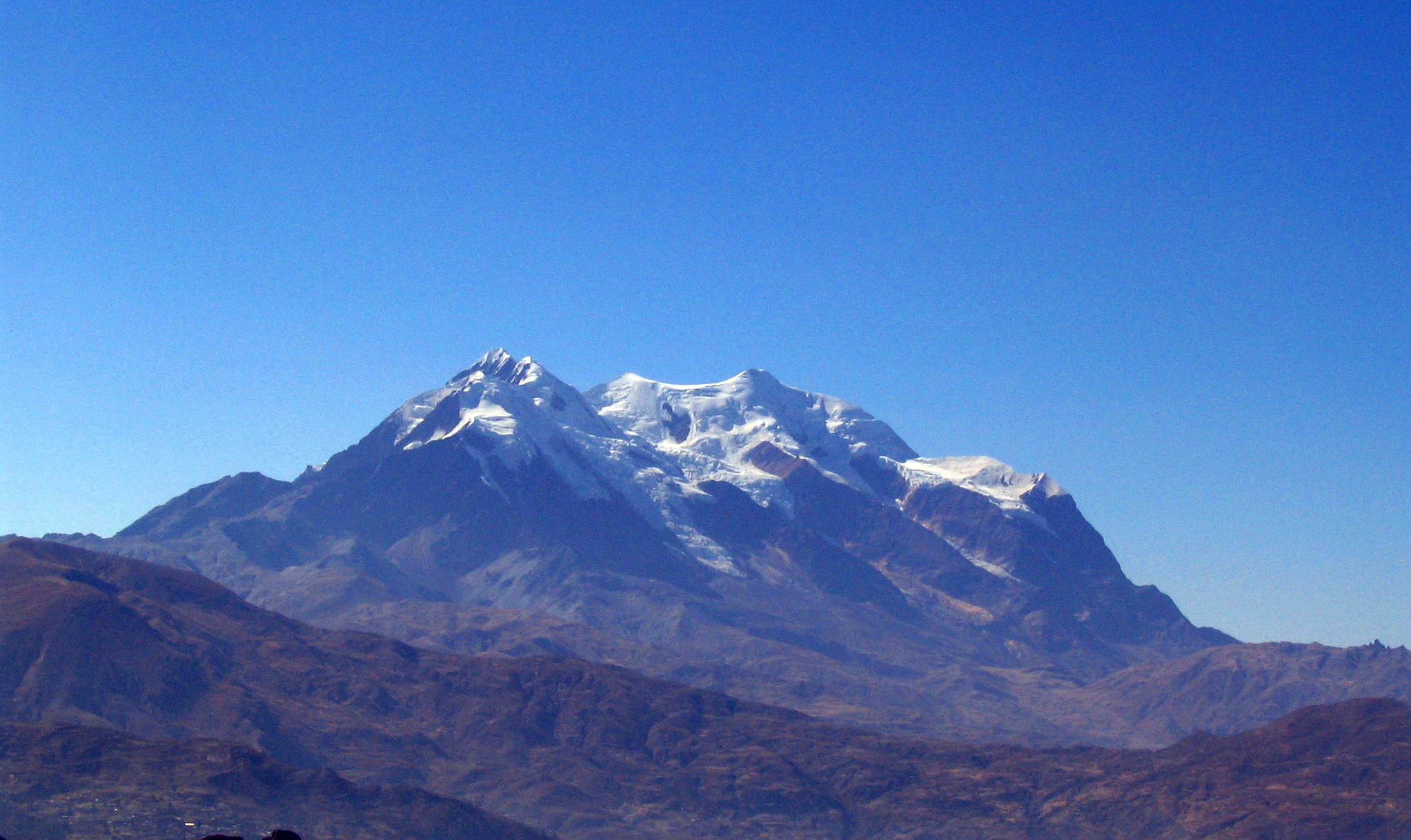

玻利維亞中部山脈（西班牙語：Cordillera Central de Bolivia）是玻利維亞的山脈，處於玻利維亞東部山脈和玻利維亞西部山脈之間，最高點是海拔高度6,485米的伊良普山，從北面的喬皮奧爾科山延伸至南面的薩帕萊里峰。
18°30′S 64°55′W / 18.500°S 64.917°W